# Acueducto de Santa Fe (Ciudad de México)
Se llama Acueducto de Santa Fe en la Ciudad de México de México a un acueducto que aún lleva agua de manantiales en el parque nacional Desierto de los Leones en Cuajimalpa a la ciudad y que fuera construido a finales del siglo XVI. Debe su nombre a que hasta mediados del siglo XVII solo llevaba las aguas de los manantiales pertenecientes al pueblo de Santa Fe ubicados en lo que hoy es la Zona Militar 1-F en el Distrito Federal.

## Historia

### Época prehispánica
Desde 1381 para abastecer con agua potable a la ciudad de México-Tenochtitlán, el Huey Tlatoani Tenochca Chimalpopoca solicitó a su abuelo el Huey Tlatoani de Azcapotzalco Tezozomoc que le permita aprovechar las aguas de los manantiales de Chapultepec, la cual luego de varias dificultades logró ser llevada por el Acueducto de Chapultepec. Esta obra fue de gran importancia para la ciudad, al grado que su captura y destrucción fue muy importante para los españoles y los indígenas aliados en la toma de las ciudades de México-Tenochtitlán y México – Tlatelolco en 1521. Terminada esta contienda fue reparado y volvió a servir para el abasto de agua.
Esta primera obra fue realizada a partir de 1466, al parecer bajo la guía del Huey Tlatoani Nezahualcóyotl de Texcoco, -al parecer los texcocanos tenían una alta estima como ingenieros-. Este y sus ingenieros crearon el "aochpango" o acueducto (palabra náhuatl: 'atl, agua; ochpantli, camino y co, lugar, que sería Lugar del camino del agua), el cual como se dijo fue destruido en parte durante la Conquista de México.
Este acueducto, al contrario de la creencia popular, no estaba en su mayoría volado sobre estructuras, sino que era subterráneo en la parte de tierra firme y en el medio de un montículo de tierra en la parte lacustre, corría por una zanja, la cual tenía sus paredes reforzadas con piedra. Por dentro corrían dos tubos hechos con cerámica, se considera que cocida, cada uno de unos 50 cm de diámetro. La idea de dos tubos era para permitir el mantenimiento de uno mientras se seguía usando el otro. Dicho uso fue descrito por Hernán Cortés al Rey de España en sus Cartas de Relación

### Época virreinal

#### Acueducto de Chapultepec
Hacia 1532, en la época novohispana, se tienen noticias de la construcción de la calzada de Chapultepec (hoy Avenida Chapultepec) sobre la cual un grupo de vecinos de San Juan Tenochtitlan solicitan en 1575 que se les permita construir por esa calzada un caño para alimentar de agua a sus barrios, lo cual es realizado por los indígenas pero con el apoyo del Ayuntamiento de México en cuanto a la cal necesaria para el trabajo, este acueducto fue una obra subterránea sobre la base de tubos de cerámica.
Es bajo esta obra y el aumento constante de población que se aceleran los trabajos para encontrar otra fuente de agua potable para la ciudad. Ya en 1552 se habían iniciado negociaciones para la adquisición de más fuentes de agua para la Ciudad de México. Para el caso de Santa Fe el Ayuntamiento de México solicitó en varias ocasiones a la Corona Española la nulidad de la concesión perpetua de Santa Fe a Fray Vasco de Quiroga, quien al morir la legó en su testamento al Obispado de Michoacán. Luego de varios pleitos en los que incluso el Ayuntamiento de México, el de San Juan y el de Santiago tomaron por la fuerza los terrenos e iniciaron a construir, en 1563 la ciudad compra al Obispado de Michoacán, los bosques y veneros de Santa Fe, en lo que hoy es la Zona Militar 1-F, negociaciones que terminan en 1577 con la ratificación de los contratos. De esta compra nació el Acueducto de Santa Fe.
En 1575 el gobernador de la parcialidad de San Juan Tenochtitlan, Antonio Valeriano (tecpaneca aliado de Cortés) y los alcaldes Francisco de la Cruz y Martín Hernández, solicitan al Virrey Martín Enríquez de Almansa su permiso para construir una derivación del acueducto de Chapultepec, para que corriese por la calzada de San Juan, a lo cual accede y apoya con la cal para su construcción, mientras el resto (materiales y mano de obra) sería aportado por los indígenas. Esta obra se inició en 1577 y se terminó unos siete años después, aunque la construcción de ramales, reparaciones y fuentes permite dar una fecha muy posterior en 1650.
Por muchas razones administrativas esta obra fue prolongándose y tuvo varias consecuencias; la de mayor trascendencia fue que al construirse el Acueducto de Santa Fe se aprovecharon sus aguas para alimentar el centro –lo que se conoce como La Traza- y el norte de la ciudad de San Juan Tenochtitlán, mientras al sur le fue asignada el agua de Chapultepec, la cual se consideraba de menor calidad y fue rechazada de inicio por los indígenas. Así es como se modifican las trayectorias de los acueductos y el de Santa Fe luego de bajar de la Sierra de las Cruces cruzar Tacubaya y pasar por los costados poniente y norte del cerro de Chapultepec, tomaba el camino de la Verónica y toma la trayectoria de lo que fuera originalmente el Acueducto de Chapultepec. Este acueducto es además hecho desde el principio con arquería y en piedra, aunque una buena parte de este aún se había hecho con caños de barro enterrados en zanjas. Es así como se confunden los nombres y generalmente se llama Acueducto de Chapultepec al que seguía el trazo de la calzada de San Juan (hoy Avenida Chapultepec), y que fue conocido inicialmente como acueducto de San Juan y luego como de Belén.

#### Construcción
El 4 de diciembre de 1571 luego de discutir el proyecto se inician los trabajos, bajo el mando del alarife y carpintero Miguel Martínez. Por esta obra se otorga a San Juan Tenochtitlán las aguas de Chapultepec, mientras a la Ciudad de México –conocida como La Traza- las aguas de Santa Fe, ubicados los manantiales en la barranca situada al norte del pueblo las obras se inician creando depósitos o albercas al pie de los manantiales, los cuales son conectados por canales a cielo abierto con una alberca mayor de la cual parten dos canales abiertos realizados sobre el terreno natural, todo esto teniendo en cuenta la pendiente necesaria para darle cierta velocidad. De esas primeras albercas quedan algunos restos al interior de la Zona Militar. 1-F.
Estos canales corrían paralelos al Camino Real a Toluca el cual llegaba por el sur a la ciudad de Tacubaya. En esta población al parecer era desviada una parte del agua para su suministro, mientras el resto seguía por el poniente hasta lo que hoy es la Avenida Parque Lira. Corría al poniente del cerro de Chapultepec hasta la Fábrica y Molino de Pólvora del Rey (conocido hoy como Molino del Rey), donde se le almacenaba en un depósito de grandes proporciones para darle presión al agua. Esta luego era enviada a la ciudad por el costado norte del cerro en canales realizados sobre arcos de unos seis metros de luz, los cuales en algún momento fueron conectados con el sistema de arcos del antiguo acueducto de Chapultepec en lo que hoy sería Torre Mayor. De este punto rumbo al norte seguía la Calzada de la Verónica (Hoy Circuito Interior), hasta la Calzada de Tacuba donde seguía al oriente por la misma hasta el costado norte de la Alameda Central donde acababa en una fuente de agua para la distribución pública del agua, pero de donde partían varias tuberías y canales sobre arcos para la distribución por la ciudad.
Esta primera obra tuvo tal grado de problemas, que el alarife Miguel Martínez fue destituido de su cargo. Procesado por mala administración debió pagar una cuantiosa multa y restituir las sumas de dinero que se le habían dado para la obra. Como parte de su pena fue desterrado a Zacatecas donde murió en manos de indígenas Chichimecas. Es así como hasta 1607 se reinician los trabajos bajo el mando del regidor Maldonado del Corral, quien demolió el viejo acueducto indígena y el hecho por Miguel Martínez. Con el escombro de estos realizó un acueducto que estaba formado por una base de piedra y pilares del mismo material, sobre los cuales se armaron canoas o ductos cuadrados realizados con tablones de madera y unidos por clavos por los cuales corría el agua.
Este acueducto debió entrar en operación pero en 1617 se hizo un concurso para sustituirlo por un acueducto totalmente de mampostería, el trabajo al parecer se le otorgó a Pérez de Castañeda y Gordivar quien realizó partes de las obras, pero la falta de materiales como ladrillo, hizo necesario aumentar los costos de la obra. Para esa época el servicio de agua había sido cedido a un particular por parte del Virrey Marqués de Salinas, por lo cual la ciudad no tenía control sobre la obra, pero pasada una década la obra tenía un mediano alcance y el virrey ordenó la entrega a la ciudad de la obra, la cual fue realizada por Baltasar de los Ríos quien la terminó en una fecha indeterminada, aunque el monto de la deuda adquirida por el Ayuntamiento de México con Del Río, de 130,000.00 pesos de oro no fue saldada hasta 1853, es importante resaltar que esta obra solo era del Molino del Rey en Chapultepec a la Ciudad de México, ya que lo que corría entre Santa Fe y Molino del Rey, fue durante mucho tiempo un canal abierto, lo cual permitía que varios molinos de granos y pólvora pudieran trabajar con su caudal, como fue el caso del Molino del Rey, la Real Fábrica de Pólvora de Santa Fe y los Molinos de Santo Domingo en Tacubaya.

## Desierto de los Leones
Al parecer hacia finales del siglo XVII los afluentes de agua provenientes de  Santa Fe habían menguado o eran insuficientes para dar el servicio, por esto el Ayuntamiento de México buscó otra fuente de agua, sabiendo de la riqueza de fuentes de agua existentes en las inmediaciones de los pueblos de San Pedro Cuajimalpa, San Lorenzo Acopilco y San Mateo Tlaltenango, la ciudad buscó la manera de adquirir esa agua, lo que consiguió con la compra de los Montes de Cuajimalpa en lo que fue el Santo Desierto del Carmen en Cuajimalpa, el cual había sido abandonado por la orden Dominica, por lo que la compra fue realizada a los vecinos de los pueblos por medio del Ayuntamiento de Coyoacán del cual dependían.
Para esta obra se construyeron depósitos al pie de los varios manantiales usados, sobre todo del llamado Agua de Leones. Luego por canales abiertos se llevó en una trayectoria muy similar a la actual carretera federal México-Toluca, aunque en cierto punto cruzaba el pueblo de San Pedro Cuajimalpa. Más abajo en su trayectoria se metía por entre las lomas que al ser minadas formaron City Santa Fe al final del siglo XX, para luego entrar a la barranca de Santa Fe y conectarse al sistema original del acueducto de Santa Fe. Este canal abierto fue muchas veces dañado, ya sea que se desviara parte de su flujo para regadío, para uso doméstico, abrevadero o incluso era directamente usado para lavar ropa, por eso la Ciudad de México como propietaria creó una guardia armada, que debía defender y cuidar el buen estado de los canales y las fuentes, a la vez que cuidaban de los bosques que le daban vida a los manantiales a lo largo de todo su trayectoria. Este es un antecedente del Cuerpo de Guardias Forestales del Distrito Federal.
A mediados del siglo XVIII los canales abiertos fueron sustituidos por tuberías de cerámica cocida, los cuales mejoraron la higiene, estos canales tenían lumbreras a espacios regulares los cuales servían para realizar el mantenimiento del acueducto.

## México independiente

### sigloXIX
Durante la Guerra de Independencia de México fue estrechamente vigilado tanto por la guardia de la ciudad como por el ejército realista. Para esa época se había iniciado la sustitución de tuberías de cerámica por tuberías de hierro fundido selladas con fibras naturales y soldadas con hierro o plomo derretido. Como podían aguantar una mayor presión que las de cerámica, fueron sustituyendo los antiguos sistemas, incluso se eliminaron las lumbreras. Es así como en 1866 se inician los trabajos de demolición del viejo acueducto de cantera, lo que para muchos marca el fin del acueducto. Solo sobrevivieron las fuentes repartidoras de agua, aunque no por mucho tiempo. De su arquería se sabe que solo sobreviven unos pocos arcos al interior de la Residencia Oficial de los Pinos. En cuanto a sus fuentes y cajas de agua muchas fueron demolidas, siendo de estas la de la Tlaxpana la última en demolerse en 1899.

### sigloXX
En el siglo XX por medio de tuberías de hierro el acueducto siguió dando servicio a la ciudad, aunque por el crecimiento de esta y Tacubaya, el cambio de adscripción estatal en 1917 y la eliminación de los municipios en el Distrito Federal el acueducto fue integrado al sistema de aguas del Distrito Federal en la ciudad en Tacubaya, en concreto por medio del sistema del Acueducto de Xochimilco, en 1950 se le integra a la primera etapa del Sistema Cutzamala. Por esta obra se amplían las tomas de agua en el desierto, abarcando muchos de los manantiales que dan vida al río Santo Desierto desde donde se le canaliza por tuberías de acero para luego hacerlo bajar por la carretera federal México-Toluca, seguir por Avenida Constituyentes hasta el Panteón Civil de Dolores  donde entra al Sistema Cutzamala por medio de los depósitos de Chapultepec. A inicios del siglo XX los manantiales originales de Santa Fe fueron afectados por las minas de arena que se hicieron a su alrededor, por lo que su menguado afluente se dejó como un pequeño río al interior de la barranca, el cual al parecer es luego desperdiciado en el sistema de drenaje de la ciudad.

## Descripción

### Santa Fe a Chapultepec
El acueducto colonial entre Santa Fe y Chapultepec corría por medio de un canal abierto, el cual salvaba oquedades en el terreno por medio de montículos o tajos en el terreno. En sus fuentes se hicieron depósitos para acumular el agua, luego se llevaba a un depósito central de donde partía por el canal a Chapultepec. Estos canales en ciertos puntos sobre todo alrededor de Tacubaya servían de fuentes de energía hidráulica para molinos.

### Chapultepec a la Alameda
Al llegar a Chapultepec el agua era almacenada en una gran caja de agua, la cual permitía acumularla y ganar presión. Esta se ubicaba en lo que hoy es la Residencia Oficial de Los Pinos en lo que fuera el Molino del Rey. De esta partía por medio de canales sobre arquería de piedra y ladrillos. Estos arcos tenían una luz promedio de 6 metros, se tiene idea de que eran entre 990 a 1100 arcos que cubrían unos 1,300.00 metros entre la caja de agua y la antigua trayectoria del Acueducto de Chapultepec. Su trayectoria se supone similar a la Avenida Colegio Militar ubicada al interior de Chapultepec.
La forma como se conectaban ambos acueductos es confusa. Se supone que había un depósito, pero no se sabe bien, luego tomando la trayectoria de lo que hoy es Circuito Interior –Calzada de la Verónica- y luego al alcanzar la calzada México-Tacuba llegaba a un depósito el cual permitía reunir las aguas de Santa Fe con las del Acueducto de Azcapotzalco. Así corrían ambas por la mencionada calzada por medios de canales sobre arcos, hasta la alameda central, esto lo hacía por medio de un canal sobre arquería la cual se puede ver en muchas pinturas de la época, terminaba en una fuente que a la vez servía como centro de distribución.

### Fuente de la Tlaxpana
Esta fuente fue construida hacia 1738 y, como se dijo, fue demolida en 1899, por lo que solo se tiene grabados para saber cómo lucía. Se supone fue creada en base al modelo de la Fuente de Tívoli. Se le conoció también como "la fuente de los músicos".

### Fuente de la Mariscala
A espaldas de lo que hoy es el Palacio de Bellas Artes se encontraba la última fuente del recorrido del acueducto que venía sobre la calzada México-Tacuba, era la fuente de la Mariscala. De ella "partían los conductos subterráneos que distribuían el agua al resto de la ciudad".

### Distribución en la ciudad
Al interior de la ciudad el agua corría por tuberías de las cuales partían pequeñas tomas por medio de tuberías hasta fuentes al interior de las casas y edificios públicos, al parecer no se usaban llaves para cerrar el flujo, para esto, en el caso de conventos y edificios públicos era obligatorio dejar una parte de la fuente en la vía pública con la finalidad de que el público en general pudiera servirse de ella, aunque en forma pública esta agua alimentaba varias fuentes públicas, las cuales al contrario del sentido moderno de que solo sirven como adorno, en esa época era la forma como se hacía llegar el agua a la población. De todas las fuentes que servían las aguas de Santa Fe las más conocidas y retratadas son las cuatro fuentes circulares que en su momento se ubicaron en la Plaza de la Constitución al centro de la Ciudad de México.